# 絲鰭牙鯛
絲鰭牙鯛為輻鰭魚綱鱸形目鱸亞目鯛科的其中一種，分布於東大西洋區，從葡萄牙至安哥拉海域，棲息深度20-220公尺，體長可達106公分，棲息在大陸棚岩石底質海域，屬肉食性，以魚類、甲殼類、頭足類為食，可做為食用魚及遊釣魚。